# Rasmus Wiedesheim-Paul
Håkan Rasmus Wiedesheim-Paul (Halmstad, 8 febbraio 1999) è un calciatore svedese, attaccante dell'Oddevold in prestito dall'Halmstad.

## Biografia
È figlio di Håkan Svensson, ex calciatore professionista di ruolo portiere.

## Carriera

### Club
Cresciuto nelle giovanili dell'Astrio, Wiedesheim-Paul è successivamente entrato a far parte di quelle dell'Halmstad. Ha esordito in prima squadra, in Superettan, in data 2 luglio 2016: ha sostituito Fredrik Olsson nella sconfitta per 4-1 subita in casa dell'AFC United. Al termine di quella stagione, la squadra ha centrato la promozione in Allsvenskan.
A febbraio 2017, è stato ceduto al Landskrona BoIS con la formula del prestito. È poi tornato all'Halmstad nel luglio dello stesso anno. Il 23 settembre 2017 ha quindi debuttato nella massima divisione svedese, sostituendo Tryggvi Haraldsson nella vittoria per 2-1 contro l'IFK Norrköping.
A luglio 2018 è stato nuovamente ceduto in prestito, stavolta all'IFK Värnamo. Ha giocato la prima partita con la nuova maglia il 6 agosto, sostituendo Viktor Karl Einarsson nel pareggio interno per 1-1 arrivato contro il Landskrona BoIS. Il 27 agosto ha siglato la prima rete, sancendo il successo per 1-0 sull'Öster.
Il 2 ottobre 2020, i norvegesi del Rosenborg hanno reso noto l'ingaggio di Wiedesheim-Paul, che ha firmato un contratto valido fino al 31 dicembre 2024 con il nuovo club. Ha esordito in Eliteserien in data 8 ottobre, subentrando ad Emil Ceide nella partita persa per 3-0 contro il Viking. La prima rete con la nuova maglia è arrivata il 16 maggio 2021, nel pareggio per 2-2 in casa del Bodø/Glimt.
Il 16 marzo 2022 è stato reso noto il suo passaggio al Mjällby con la formula del prestito. È tornato a calcare i campi dell'Allsvenskan il successivo 4 aprile, quando ha sostituito David Löfquist nella vittoria per 0-2 arrivata sul campo dell'Elfsborg. Il 19 luglio dello stesso anno, il prestito del calciatore è stato interrotto anticipatamente.
Il 21 luglio 2022, quindi, Wiedesheim-Paul si è trasferito con la medesima formula all'Helsingborg. Ha esordito in squadra il 24 luglio, schierato titolare nella vittoria per 1-0 sul GIF Sundsvall. Il 12 settembre ha trovato la prima rete, con cui ha contribuito alla vittoria per 1-2 in casa dell'IFK Göteborg. Essa si è rivelata la sua unica rete stagionale. L'Helsingborg ha poi terminato la stagione con la retrocessione in Superettan.
Il 31 marzo 2023 è passato con la formula del prestito all'HamKam, per tutta l'annata. Il successivo 4 agosto, però, il prestito è stato concluso anticipatamente e Wiedesheim-Paul ha quindi fatto ritorno al Rosenborg.
L'8 gennaio 2024 ha fatto ritorno all'Halmstad, firmando un contratto biennale. Nel corso dell'Allsvenskan 2024 ha trovato relativamente poco spazio, totalizzando 18 presenze, di cui una soltanto da titolare, e segnando una rete.
In vista della stagione 2025 è sceso nella seconda serie nazionale con il trasferimento in prestito annuale all'Oddevold.

### Nazionale
Wiedesheim-Paul ha giocato 2 partite per la Svezia under 19.

## Statistiche

### Presenze e reti nei club
Statistiche aggiornate all'11 gennaio 2024.
| Stagione         | Club             | Campionato       | Campionato | Campionato | Coppe nazionali | Coppe nazionali | Coppe nazionali | Coppe continentali | Coppe continentali | Coppe continentali | Supercoppe | Supercoppe | Supercoppe | Totale | Totale |
| Stagione         | Club             | Comp             | Pres       | Reti       | Comp            | Pres            | Reti            | Comp               | Pres               | Reti               | Comp       | Pres       | Reti       | Pres   | Reti   |
| ---------------- | ---------------- | ---------------- | ---------- | ---------- | --------------- | --------------- | --------------- | ------------------ | ------------------ | ------------------ | ---------- | ---------- | ---------- | ------ | ------ |
| 2016             | Halmstad         | S                | 1          | 0          | CS              | 0               | 0               | -                  | -                  | -                  | -          | -          | -          | 1      | 0      |
| feb.-giu. 2017   | Landskrona BoIS  | D1               | 0          | 0          | CS              | 2               | 0               | -                  | -                  | -                  | -          | -          | -          | 2      | 0      |
| lug.-dic. 2017   | Halmstad         | A                | 2          | 0          | CS              | -               | -               | -                  | -                  | -                  | -          | -          | -          | 2      | 0      |
| gen.-lug. 2018   | Halmstad         | S                | 0          | 0          | CS              | 1               | 0               | -                  | -                  | -                  | -          | -          | -          | 1      | 0      |
| lug.-dic. 2018   | IFK Värnamo      | S                | 13+1       | 2+0        | CS              | 1               | 2               | -                  | -                  | -                  | -          | -          | -          | 15     | 4      |
| 2019             | Halmstad         | S                | 29         | 19         | CS              | 3               | 0               | -                  | -                  | -                  | -          | -          | -          | 32     | 19     |
| gen.-ott. 2020   | Halmstad         | S                | 18         | 13         | CS              | 4               | 1               | -                  | -                  | -                  | -          | -          | -          | 22     | 14     |
| ott.-dic. 2020   | Rosenborg        | ES               | 4          | 0          | -               | -               | -               | -                  | -                  | -                  | -          | -          | -          | 4      | 0      |
| 2021             | Rosenborg        | ES               | 18         | 4          | CN              | 1               | 2               | UECL               | 1                  | 0                  | -          | -          | -          | 20     | 6      |
| mar.-lug. 2022   | Mjällby          | A                | 13         | 0          | CS              | -               | -               | -                  | -                  | -                  | -          | -          | -          | 13     | 0      |
| lug.-dic. 2022   | Helsingborg      | A                | 9          | 1          | CS              | 1               | 0               | -                  | -                  | -                  | -          | -          | -          | 10     | 1      |
| gen.-mar. 2023   | Rosenborg        | ES               | -          | -          | CN              | 1               | 0               | -                  | -                  | -                  | -          | -          | -          | 1      | 0      |
| mar.-ago. 2023   | HamKam           | ES               | 9          | 1          | CN              | 4               | 5               | -                  | -                  | -                  | -          | -          | -          | 13     | 6      |
| ago.-dic. 2023   | Rosenborg        | ES               | 9          | 3          | CN              | -               | -               | UECL               | 2                  | 0                  | -          | -          | -          | 11     | 3      |
| Totale Rosenborg | Totale Rosenborg | Totale Rosenborg | 31         | 7          |                 | 2               | 2               |                    | 3                  | 0                  |            | -          | -          | 36     | 9      |
| 2024             | Halmstad         | A                | 0          | 0          | CS              | 0               | 0               | -                  | -                  | -                  | -          | -          | -          | 0      | 0      |
| Totale Halmstad  | Totale Halmstad  | Totale Halmstad  | 50         | 32         |                 | 8               | 1               |                    | -                  | -                  |            | -          | -          | 58     | 33     |
| Totale           | Totale           | Totale           | 122        | 6          |                 | 16              | 7               |                    | 3                  | 0                  |            | -          | -          | 141    | 13     |

## Palmarès

### Club

#### Competizioni nazionali
- Superettan: 1

Halmstad: 2020